# Казахская академия спорта и туризма
Казахская академия спорта и туризма — высшее учебное заведение в Алматы, Казахстан. Основано в 1944 году как Казахский государственный институт физической культуры (КазИФК).

## История
Казахский государственный институт физической культуры был основан Постановлением Совета Народных Комиссаров СССР от 14 ноября 1944 года. На 1 января 1960 года на 12 кафедрах института обучались 934 студента, было подготовлено (выпустилось) более 1 тысячи специалистов. Из 90 преподавателей у 11 была учёная степень, 15 из них имели звание «мастер спорта», а двое — «Заслуженный тренер СССР». Преподаватели стали авторами свыше 100 работ по различным вопросам теории и практики физвоспитания и спорта. В комплекс института входили два учебных корпуса, общежития для студентов, залы для гимнастики, летний спортивный городок с открытым бассейном, библиотека на более чем 45 тысяч книг.
Ректоры института:
- 1945—1950 — Бекбаев Шамиль Шакирович (мастер спорта СССР)
- 1950—1951 — Сералиев Мертай Сералиевич
- 1951—1971 — Мухамеджанов Хамза Мухамеджанович (к.ф.н.)
- 1971—1978 — Ахметов Канапия Габдуллинович (к.ф.н.)
- 1978—1982 — Асенов Еркин Шалабасович (к.ф.н.)
- 1982—1986 — Утешов Аскар Белялович (д.м.н., профессор)
- 1986—1998 — Каражанов Бектулеу Каражанович (д.п.н., профессор)

Решением Правительства РК в 1998 году КазИФК был преобразован в Казахскую академию спорта и туризма.
За годы существования института (а затем академии) было подготовлено более 19000 специалистов по физической культуре, спорту и туризму.

## Структура университета
По состоянию на 2025 год в структуру университета входят:
- Факультет олимпийского спорта
- Факультет туризма
- Факультет профессионального спорта и единоборств
- Заочный факультет

- Центр подготовки, переподготовки и повышения квалификации кадров (Факультет послевузовского и дополнительного образования)

В КазАСТ работают 225 преподавателей. Значительная часть профессорско-преподавательского состава обладает академическими степенями, что свидетельствует о высоком уровне научно-педагогического потенциала академии:
- Доктор PhD — 23 человека
- Доктор наук — 12 человек
- Доктор по профилю — 3 человека
- Кандидат наук — 81 человек[5]

## Рейтинги
В 2020 году академия заняла 4 место в номинации «Услуги» в «Национальном рейтинге востребованности ВУЗов» Республики Казахстан, в 2019 году — 3 место (из 34) в номинации «Услуги», подноминации «Туризм» в рейтинге Национальной палаты предпринимателей Республики Казахстан «Атамекен». В 2024 году в Национальном рейтинге ведущих педагогических ВУЗов Казахстана университет занял 4 место.

## Музей
В 1972 году при институте создан Музей спортивной и олимпийской славы.